# 瀬筒陸斗
瀬筒 陸斗（せづつ りくと、2005年3月18日 - ）は、日本のプロボクサー。福岡県糟屋郡出身。M.Tボクシングジム所属。第6代日本ライトフライ級ユース王者。

## 来歴
武相高校卒業。なお武相高校時代、全国高校ボクシング選抜大会フライ級3位になったことがある。
2023年6月12日のプロデビュー戦は2回TKO勝ち。
その後2025年5月13日、後楽園ホールで開催の『第135回フェニックスバトル』にて佐伯侑馬と日本ユースライトフライ級王座決定戦を行い、8回1分52秒KO勝ちで日本ユース王座獲得。

## 戦績
- アマ戦績33戦23勝(12RSC)10敗
- プロ戦績5戦5勝(4KO)

## 獲得タイトル
- 第6代日本ライトフライ級ユース王座（防衛0）